# Christopher Ramírez
Christopher Bernabé „Cox” Ramírez Ulrich (ur. 8 stycznia 1994 w San Cristóbal Verapaz) – gwatemalski piłkarz pochodzenia amerykańskiego występujący na pozycji środkowego pomocnika lub skrzydłowego, reprezentant Gwatemali.

## Kariera klubowa
Ramírez pochodzi z miasta San Cristóbal Verapaz w departamencie Alta Verapaz. Jego rodzice byli chrześcijańskimi misjonarzami, którzy przełożyli Biblię na majański język poqomchi'. Jego matka pochodzi ze Stanów Zjednoczonych. Ramírez posiada dziesiątkę rodzeństwa (ośmiu braci i dwie siostry). Już od dzieciństwa jest trzyjęzyczny – posługuje się językiem hiszpańskim, angielskim i poqomchi'. Treningi piłkarskie rozpoczynał w szkółce klubu Cobán Imperial, skąd przeniósł się do Stanów Zjednoczonych, gdzie był zawodnikiem akademii Philadelphia Union oraz PA Classics Academy. Następnie próbował sił w Europie – trenował w holenderskim drugoligowcu Fortuna Sittard, był na testach w FC St. Pauli z drugiej ligi niemieckiej, a także grał w szóstej lidze belgijskiej w Lutlommel VV.
W 2016 powrócił na krótko do Gwatemali, gdzie występował w drugoligowym Deportivo Carchá. Następnie podpisał kontrakt ze szwedzkim piątoligowcem Nässjö FF, z którym w sezonie 2017 awansował do czwartej ligi, będąc najlepszym strzelcem drużyny (strzelił 13 goli, do których dołożył 7 asyst). W styczniu 2019 został piłkarzem ówczesnego mistrza Gwatemali, Deportivo Guastatoya. W gwatemalskiej Liga Nacional zadebiutował 30 stycznia 2019 w zremisowanym 1:1 meczu z Malacateco, zaś pierwsze dwa gole strzelił 27 marca w wygranej 6:0 konfrontacji z Petapą. Szybko zaadaptował się do ligi i w czerwcu odszedł do Antigui GFC. Wywalczył z nią wicemistrzostwo Gwatemali (Apertura 2019), lecz pełnił głównie rolę rezerwowego.
W sierpniu 2020 Ramírez przeszedł do niżej notowanego Deportivo Sanarate.

## Kariera reprezentacyjna
W lipcu 2009 Ramírez został powołany przez Antonio Garcíę do reprezentacji Gwatemali U-16 na mistrzostwa UNCAF U-16. Jego drużyna zajęła wówczas trzecie miejsce w rozgrywkach.
Ramírez występował w reprezentacji Gwatemali U-17 kolejno pod kierownictwem selekcjonerów Antonio Garcíi, Gary’ego Stempela oraz Francisco Melgara. W lutym 2011 wziął udział w mistrzostwach CONCACAF U-17 (uprzednio rozegrał 4 mecze w kwalifikacjach). Tam zagrał w obydwóch spotkaniach, a Gwatemalczycy odpadli już w fazie grupowej.
W seniorskiej reprezentacji Gwatemali Ramírez zadebiutował za kadencji selekcjonera Amariniego Villatoro, 30 września 2020 w przegranym 0:3 meczu towarzyskim z Meksykiem.